# Bavorov
Bavorov (německy Barau) je město v severozápadní části Jihočeského kraje, v okrese Strakonice, u řeky Blanice. Žije v něm přibližně 1 700 obyvatel. Leží devatenáct kilometrů jihovýchodně od Strakonic a 32 kilometrů severozápadně od Českých Budějovic.

## Historie
První písemná zmínka o Bavorovu pochází z roku 1315. Za zakladatele zdejšího hradu a přilehlého města je považován Bavor III. ze Strakonic, po jehož smrti statek zdědil jeho bratr Vilém ze Strakonic, ale faktickou držitelkou zůstala vdova Markéta z Rožmberka. Od ní sídlo získal Petr z Rožmberka a v jeho rodě zůstalo až do druhé poloviny patnáctého století. Samotné městečko s trhovým právem bylo uvedeno poprvé roku 1334. Přes sevřený tvar a jasně vymezený obvod historického jádra Bavorov zřejmě nikdy nebyl opevněn. Za pevnou a k obraně způsobilou stavbu byl roku 1470 považován kostel Nanebevzetí Panny Marie.
Právo užívat vlajku bylo městu uděleno rozhodnutím Poslanecké sněmovny Parlamentu České republiky dne 23. března 2021.

## Obyvatelstvo
| Rok            | 1869  | 1880  | 1890  | 1900  | 1910  | 1921  | 1930  | 1950  | 1961  | 1970  | 1980  | 1991  | 2001  | 2011  | 2021  |
| -------------- | ----- | ----- | ----- | ----- | ----- | ----- | ----- | ----- | ----- | ----- | ----- | ----- | ----- | ----- | ----- |
| Počet obyvatel | 3 120 | 3 365 | 3 079 | 3 113 | 3 057 | 2 966 | 2 586 | 2 057 | 2 027 | 1 760 | 1 670 | 1 475 | 1 436 | 1 499 | 1 614 |
| Počet domů     | 456   | 486   | 495   | 501   | 505   | 512   | 560   | 611   | 563   | 549   | 508   | 637   | 683   | 701   | 726   |

## Místní části
Město Bavorov se skládá ze šesti částí na šesti stejnojmenných katastrálních územích.
- Bavorov a ZSJ Bavorovské Svobodné Hory
- Blanice
- Čichtice
- Svinětice
- Tourov
- Útěšov

Od 1. ledna 1975 do 23. listopadu 1990 k městu patřilo i Krajníčko.

## Doprava
Město stojí na křižovatce silnice II/140, II/141 a II/142. Vede jím železniční trať Číčenice – Nové Údolí, na které se zde nachází stanice Bavorov.

## Pamětihodnosti
- Farní kostel Nanebevzetí Panny Marie
- Historické jádro města – městská památková zóna
- Přírodní památka Bavorovská stráň
- Vodní mlýn s elektrárnou

## Osobnosti
- Josef Bělohlav (1882–1935), geograf, kartograf, nakladatel a esperantista
- Bohumil Havlasa (1852–1877), novinář, spisovatel a dobrodruh, účastník slovansko-tureckých válek
- František Hobizal (1933–2001), římskokatolický kněz, děkan bavorovské farnosti v letech 1960–2001
- František Chmelenský (1775–1803), kantor a hudební skladatel, bratr Jana Václava a otec Josefa Krasoslava Chmelenského
- Jan Václav Chmelenský (1778–1864), hudební skladatel
- Josef Krasoslav Chmelenský (1800–1839), obrozenecký básník a kritik
- Josef Jakší (1874–1908), malíř
- Jaromír Smutný (1892–1964), osobní kancléř prezidenta E. Beneše
- Jan Studlar (1896–1969), brigádní generál, legionář, odbojář
- Jindřich Veselý (1885–1939), historik, loutkař, zakladatel a první prezident Mezinárodní loutkářské unie

## Píseň
Lidová píseň Kdyby byl Bavorov zmiňuje navíc města Vodňany a Prachatice.

## Galerie

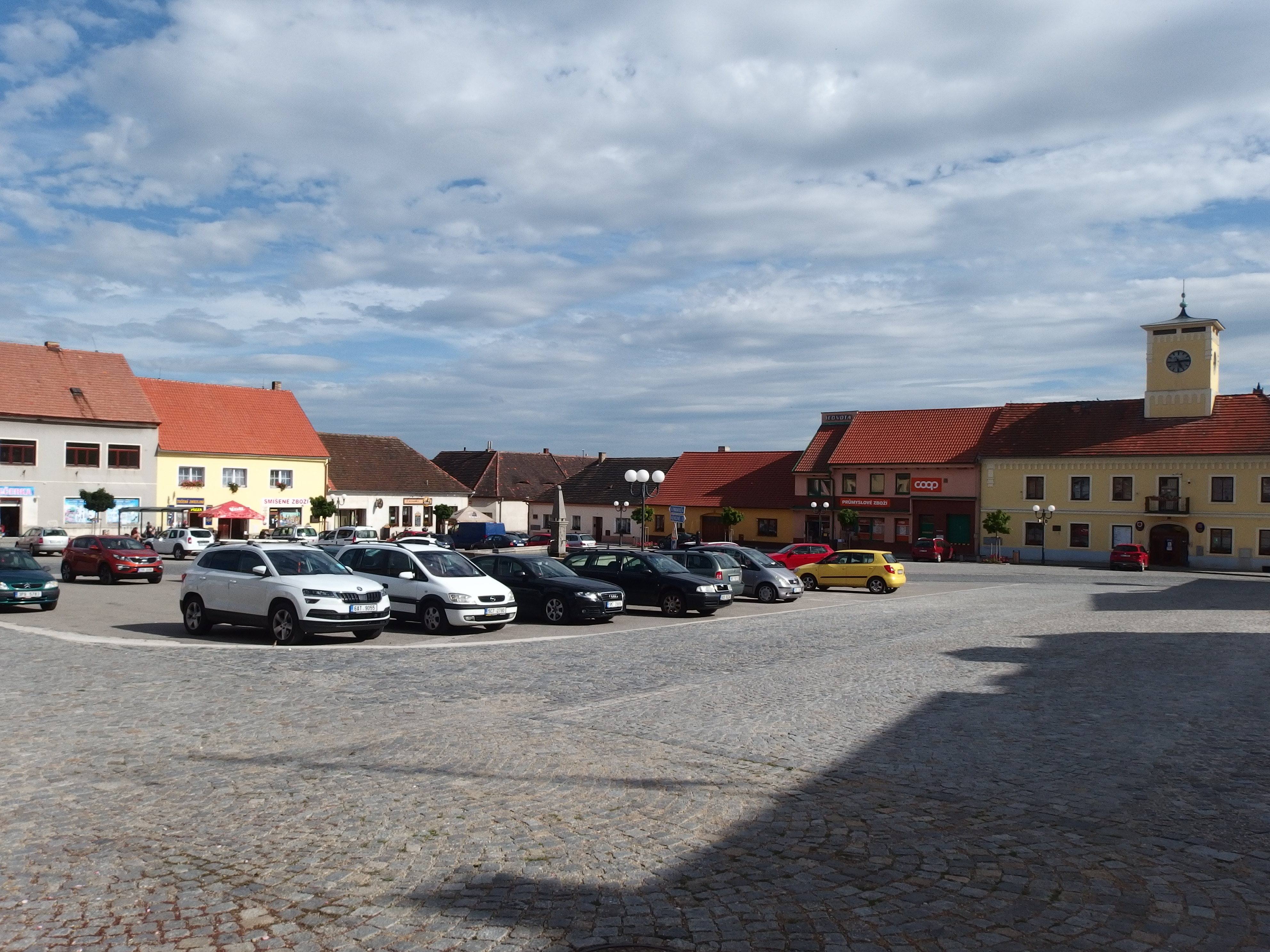
Náměstí Míru
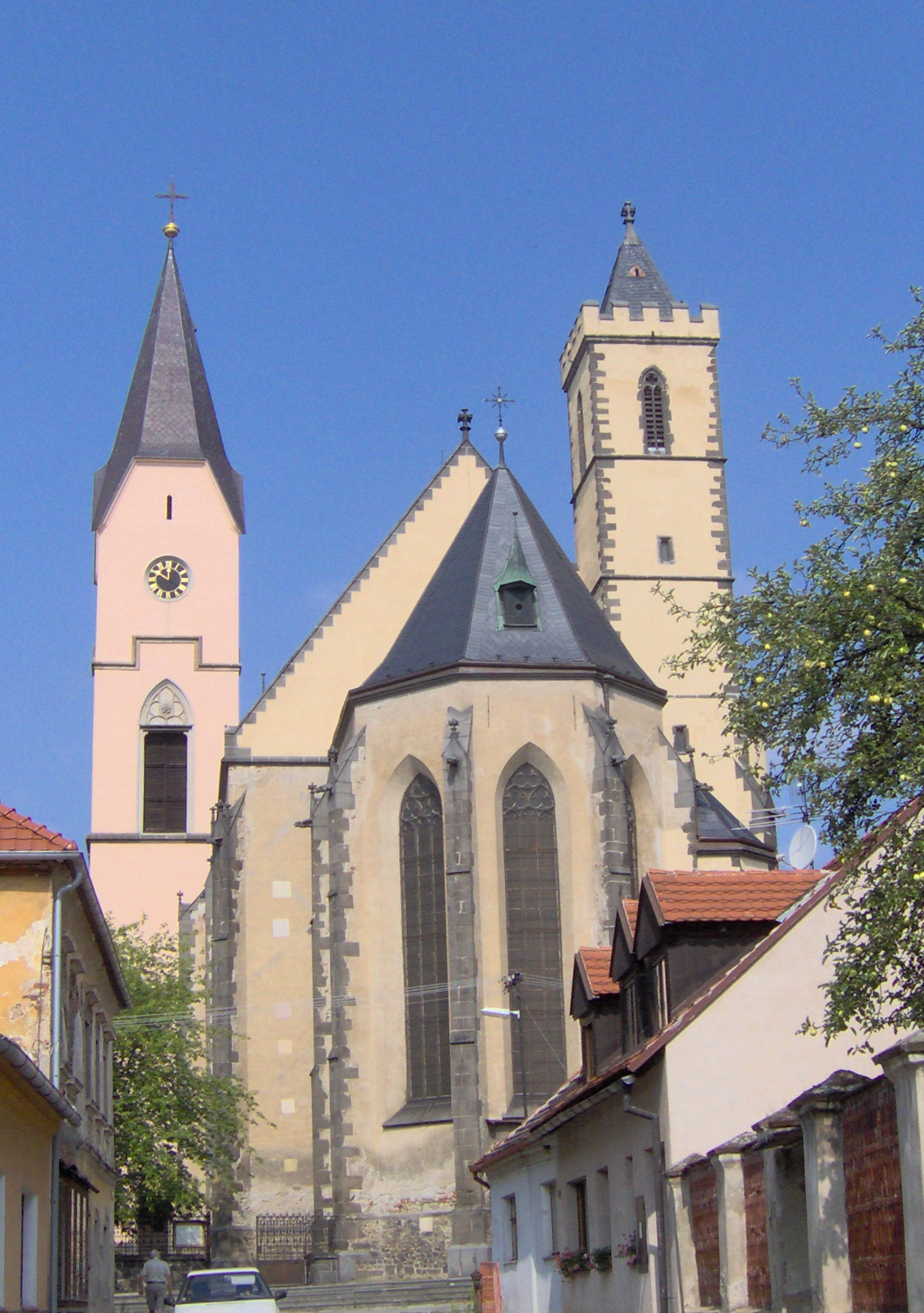
Kostel Nanebevzetí Panny Marie v Bavorově
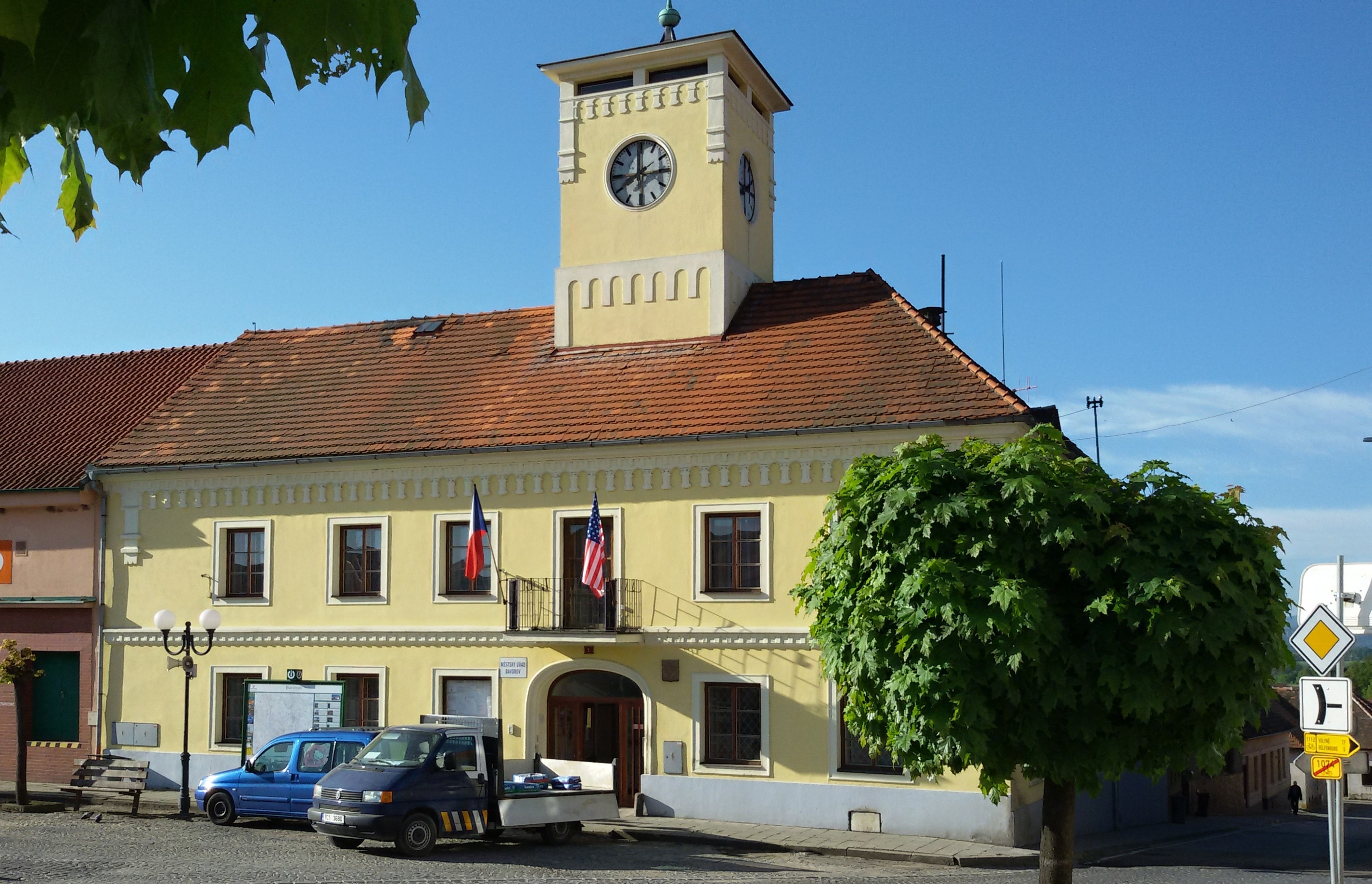
Radnice na náměstí
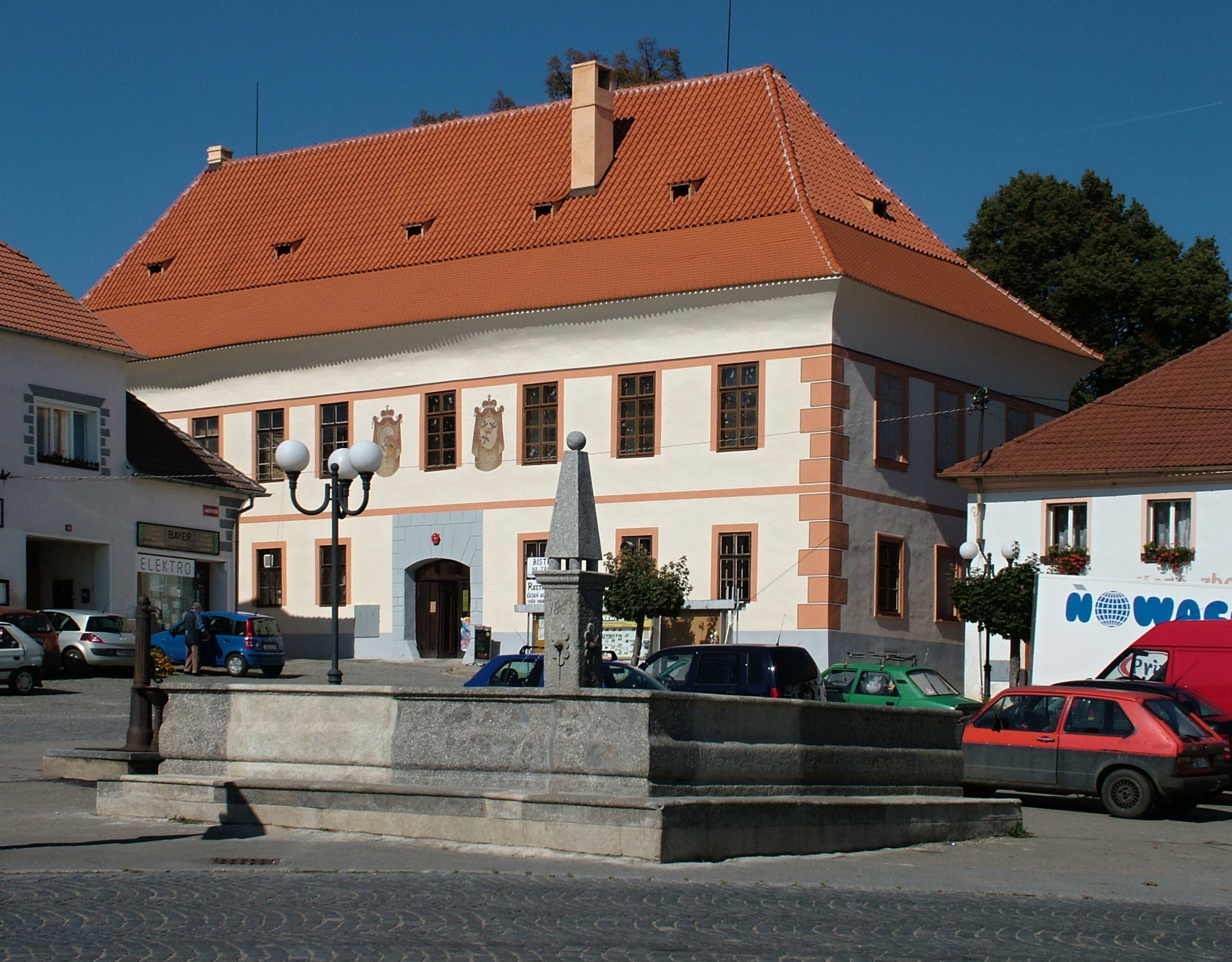
Zámek na náměstí
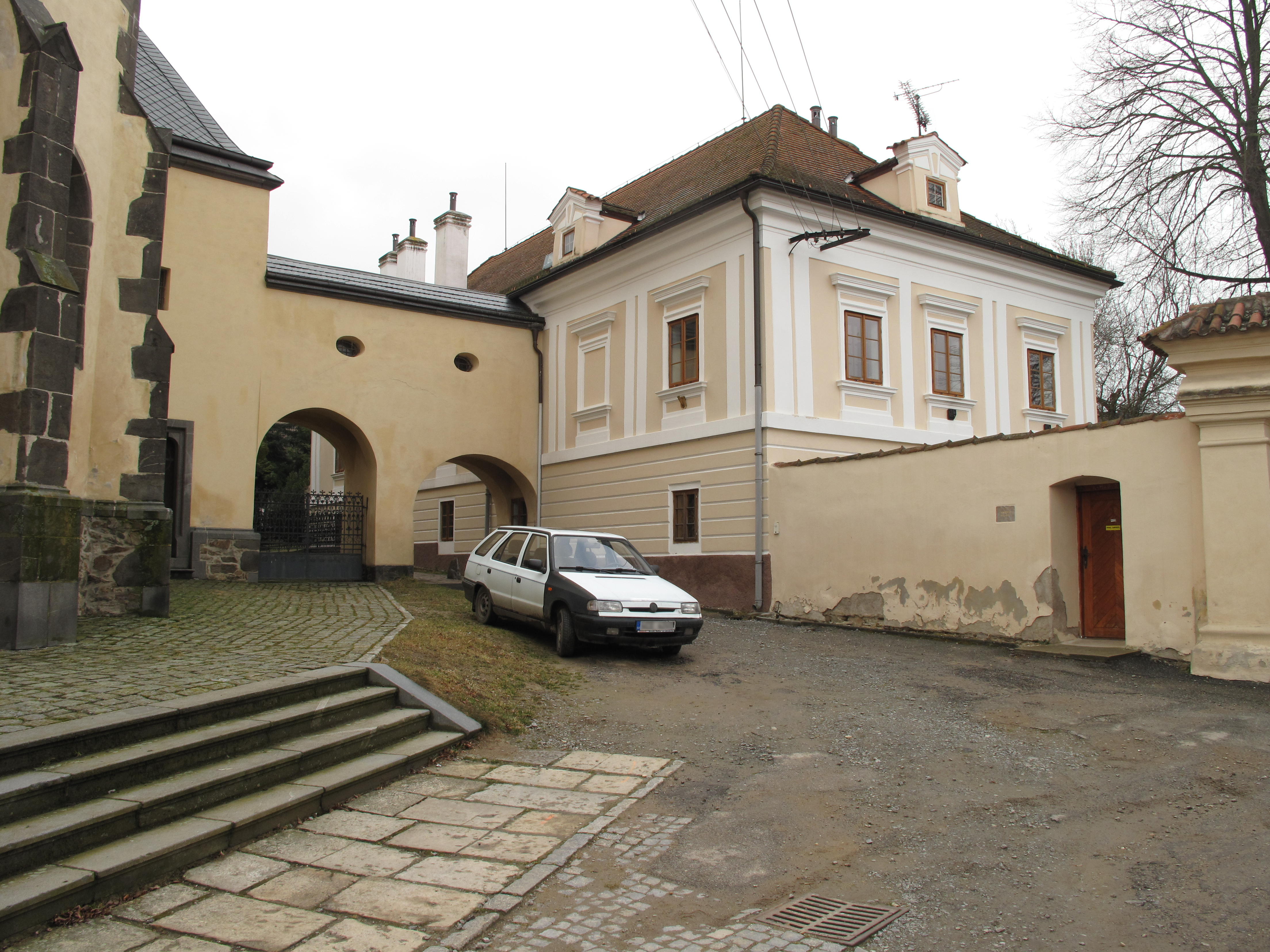
Fara u kostela